# Croix du combattant de l'Europe
La Croix du combattant de l’Europe est une décoration décernée par la confédération européenne des anciens combattants, sur proposition de son Président qui récompense les services rendus par des anciens combattants de l’Europe et de leurs alliés qui, n’ayant pas failli à l’honneur de soldat et soucieux d’éviter aux générations futures les souffrances et les horreurs de la guerre, s’engagent à lutter ensemble pour la construction d’une Europe unie et la défense de la civilisation et de la liberté.
La croix du combattant de l'Europe est une médaille associative.

## Conditions d'obtention
Les candidats doivent être titulaires de la carte d’ancien combattant (en France) ou, à défaut, d’un titre de guerre, d’un titre de reconnaissance de leur nation ou la reconnaissance de services rendus à une armée Européenne.

## Représentation
La Croix du combattant de l’Europe est structuré en trois croix réunies qui évoquent la civilisation occidentale et son unité : la croix blanche est celle de la paix, la croix rouge représente les sacrifices humains consentis par les nations pour maintenir cette paix, la croix d'or est celle de la gloire indivisible de tous ceux qui ont combattu pour leur patrie avec honneur. L'insigne est retenu par un ruban bleu piqué de 12 étoiles d'or. La croix du combattant de l'Europe est accompagnée d'un diplôme.